# Internationale Arbeitsgemeinschaft der Berufsverbände Christlicher Arbeitnehmerinnen in der Hauswirtschaft
Die Internationale Arbeitsgemeinschaft der Berufsverbände christlicher Arbeitnehmerinnen in der Hauswirtschaft, IAG (en.: International Confederation of Professional Associations of Domestic Workers; it.: Confederazione Internationale delle Assoziazioni Professionali delle Collaboratrici Familiari) ist eine Vereinigung von Gläubigen in der römisch-katholischen Kirche. Sie wurde 1959 gegründet und 1991 vom Heiligen Stuhl anerkannt. Der Arbeitsgemeinschaft gehören 6 nationale Verbände an.

## Geschichte
Zu Beginn des 20. Jahrhunderts nahm der Bedarf an Frauen, die in der Hauswirtschaft und als Dienstbote arbeiteten erheblich zu. Aus dieser Situation heraus gründeten sich die unterschiedlichsten Dienstmädchenvereine. Am 11. Juni 1907 schlossen sich in Deutschland 15 Vereine zum „Verband der Katholischen Dienstmädchenvereine“ zusammen und wuchsen bis 1917 auf 107 Mitgliedsvereine an. Erst nach dem Ende des Ersten Weltkrieges begann ein Neuaufbau, der für die Dienstmädchen eine Krankenunterstützung, Rechtsschutz, Altersversorgung, Aussteuerversicherung und Ausbildungsregelungen erstritt. Unter der NS-Herrschaft musste die Arbeit eingestellt werden und wurde erst wieder 1953 reaktiviert. In dieser Zeit war Marianne Wilke als Vorsitzende (von 1953 bis 1971) tätig, sie und die Vorsitzende des österreichischen Verbands Katharina Neumayer forcierten die Arbeit. Sie knüpften die ersten bilateralen Treffen und dachten über eine Internationalisierung nach. Eine erneute Umstrukturierung führte zur Benennung „Berufsverband der katholischen Hausgehilfinnen in Deutschland“. Die neue Satzung sah nun vor, dass die Verbandsleitung in die Hände der organisierten Frauen übergehen solle, der bisherige Verbandspräses wird zum „Geistigen Beirat“, dem heutigen „Kirchelichen Assistenten“. In den 1960er-Jahren führt der Verband einen erbitterten Tarifstreit mit der Gewerkschaft Nahrung-Genuss-Gaststätten (NGG) und erhält 1965 das Recht für die hauswirtschaftlichen Arbeitnehmerinnen Lohntarifverträge abzuschließen.
Die Gründung der Internationalen Arbeitsgemeinschaft (IAG) erfolgte 1957 auf Initiative des Präsidenten des Schweizer Verbands und des Pfarrers Sebastiano Plutino, der zu dieser Zeit der Präsident der italienischen Bewegung „Tra Noi“ (de.: „unter uns“) war. Auf der ersten Begegnung in Rom wurden die Möglichkeiten umrissen und der Grundstein zur ersten Satzung gelegt. 1959 wurde in Wien die erste Satzung für einen internationalen Verband ratifiziert. 1980 erfolgte eine erneute Aktualisierung der Statuten und die Vereinigung nimmt die jetzige Bezeichnung an. Am 26. Januar 1991 erhält der Berufsverband vom Päpstlichen Rat für die Laien das Anerkennungsdekret als eine internationale Vereinigung von Gläubigen päpstlichen Rechts.

## Selbstverständnis
Die Arbeits- und Schaffensgrundlagen beruhen auf den Ergebnissen des Zweiten Vatikanischen Konzils (1962–1965) und stehen in enger Verknüpfung mit der katholischen Soziallehre. Hieraus ergibt sich das Bestreben die Lebens- und Arbeitsbedingungen von Hauspersonal zu fördern und zu verbessern. Gleichzeitig kümmert sich die IAG um die Organisation von Kongressen und Diskussionsrunden, bei denen die Fragen zur beruflichen Weiterbildung im Vordergrund stehen.

## Organisation und Ausweitung
In der IAG haben sich 6 nationale Verbände aus Deutschland, Italien, Österreich und Portugal, sowie einem Verband aus Südamerika zusammengeschlossen. Diese haben Berufsschulen und Ausbildungszentren errichtet und verwalten sie in ihrer eigenen Verantwortung.
Die Organisation wird von einem Leitungskomitee geführt; dieses konstituiert sich aus den nationalen Verbänden und wird vom Kongress für den Zeitraum von vier Jahren gewählt. Das Leitungskomitee organisiert jährliche Konferenzen und vertritt die Vereinigung nach außen. Die IAG hat ihr Hauptbüro in Bogotá (Kolumbien) und unterhält ein Verbindungsbüro beim italienischen Verband API-COLF.